# Forces armées bulgares
Les forces armées bulgares regroupent les corps de l'armée nationale de Bulgarie.
L'armée bulgare (en bulgare Българска армия, translittération internationale Bălgarska armija) a entamé une réforme en profondeur en 1997 afin d'atteindre les standards de l'OTAN à laquelle la Bulgarie a adhéré en avril 2004.
Le budget de la défense bulgare s'élevait en 2005 à 979 millions de leva soit 502 millions d'euros ; en 2003 il était de 1,08 milliard de dollars américains (1,9 % du produit national brut).
La Bulgarie a décidé d’abolir le service militaire obligatoire (dont la durée était de six à neuf mois) à partir du 1er janvier 2008.
Les gardes-frontières qui dépendent du Ministère de l'Intérieur alignent en 2005 12 000 hommes.

## Historique

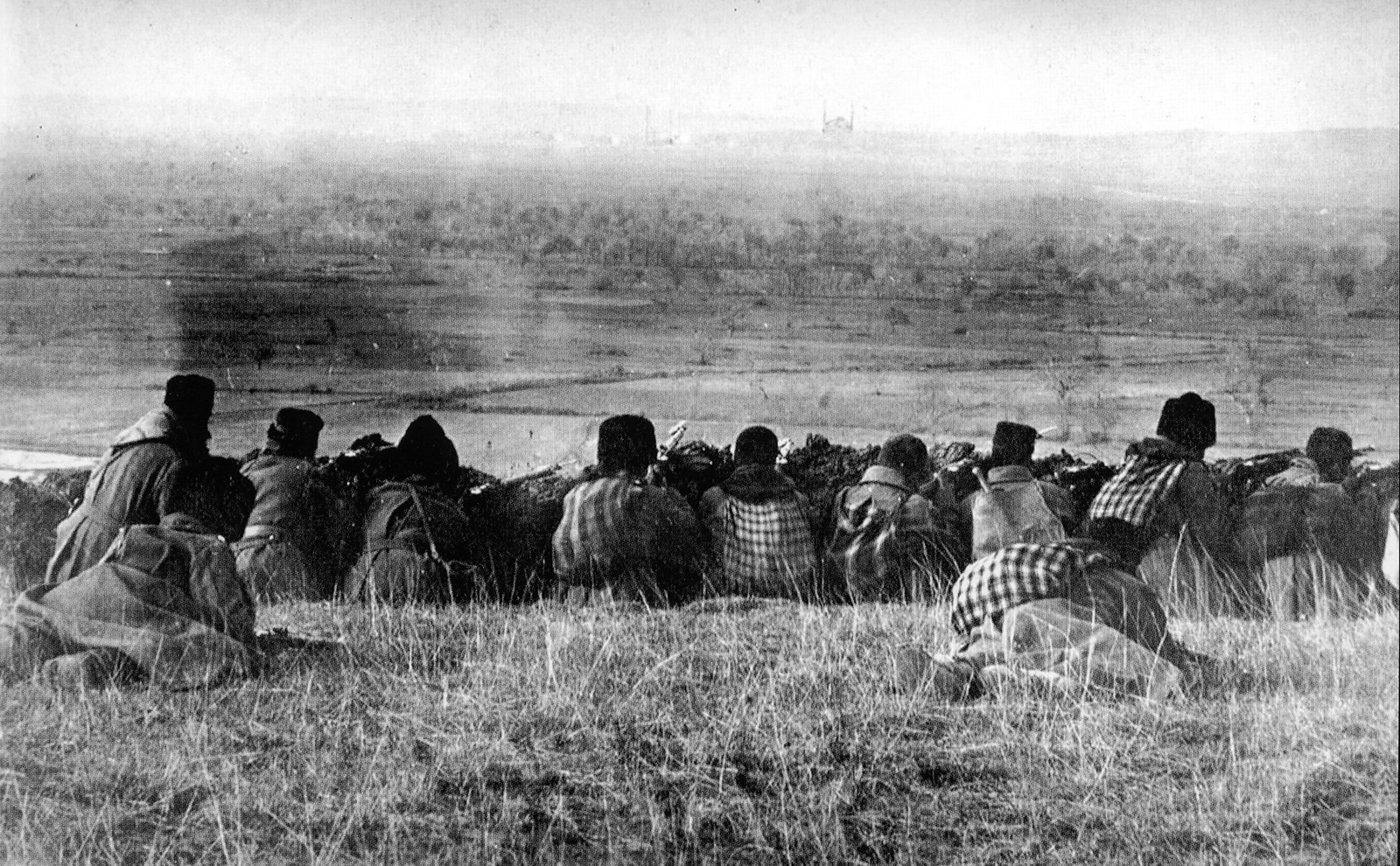
Guerre balkanique en 1912.

L'Armée bulgare est créée au lendemain de la guerre russo-turque de 1877-1878. Elle reçoit alors un armement russe.
Le rapprochement de Sofia avec Vienne et Berlin explique la présence d'armes allemandes et austro-hongroises lors des guerres balkaniques. Les militaires bulgares gagnent celle de 1912, mais perdent en 1913. Engagée contre la Triple-Entente, la Bulgarie est à nouveau défaite lors de la Première Guerre mondiale à la suite de la bataille de Dobro Polje.
Durant la Seconde Guerre mondiale, elle se range en 1941 aux côtés de l'Allemagne nazie et occupe une partie de la Grèce, de la Roumanie et de la Yougoslavie avant de changer de camp le 11 septembre 1944 et combattre au côté de l'armée rouge.
De 1955 à 1990, l'Armée de la république populaire de Bulgarie est intégrée au pacte de Varsovie. L'armée basé alors sur la conscription a en 1988 environ 152 000 militaires pour 8,6 millions d'habitants avec une armée de terre basée sur trois divisions d'infanterie mécanisée. En 1989; à la chute du communiste en Europe, l'effectif est de 120 000 hommes. Ils ssont descendus à 45 000 hommes en 2005 et on atteint 34 000 militaires en 2010. Fin 2010, on estime qu'il y aura encore 6 000 suppressions de postes pour raisons économiques mais avec les tensions avec la Russie, ils sont restés stables en 2024.
Aujourd'hui, les militaires bulgares ont rejoint l'OTAN et ont participé entre autres à la coalition militaire en Irak. 
En 2023, 36 950 militaires sont en service actif et 3 000 en réserve pour une population de 6,47 millions d'habitants.

## Traditions

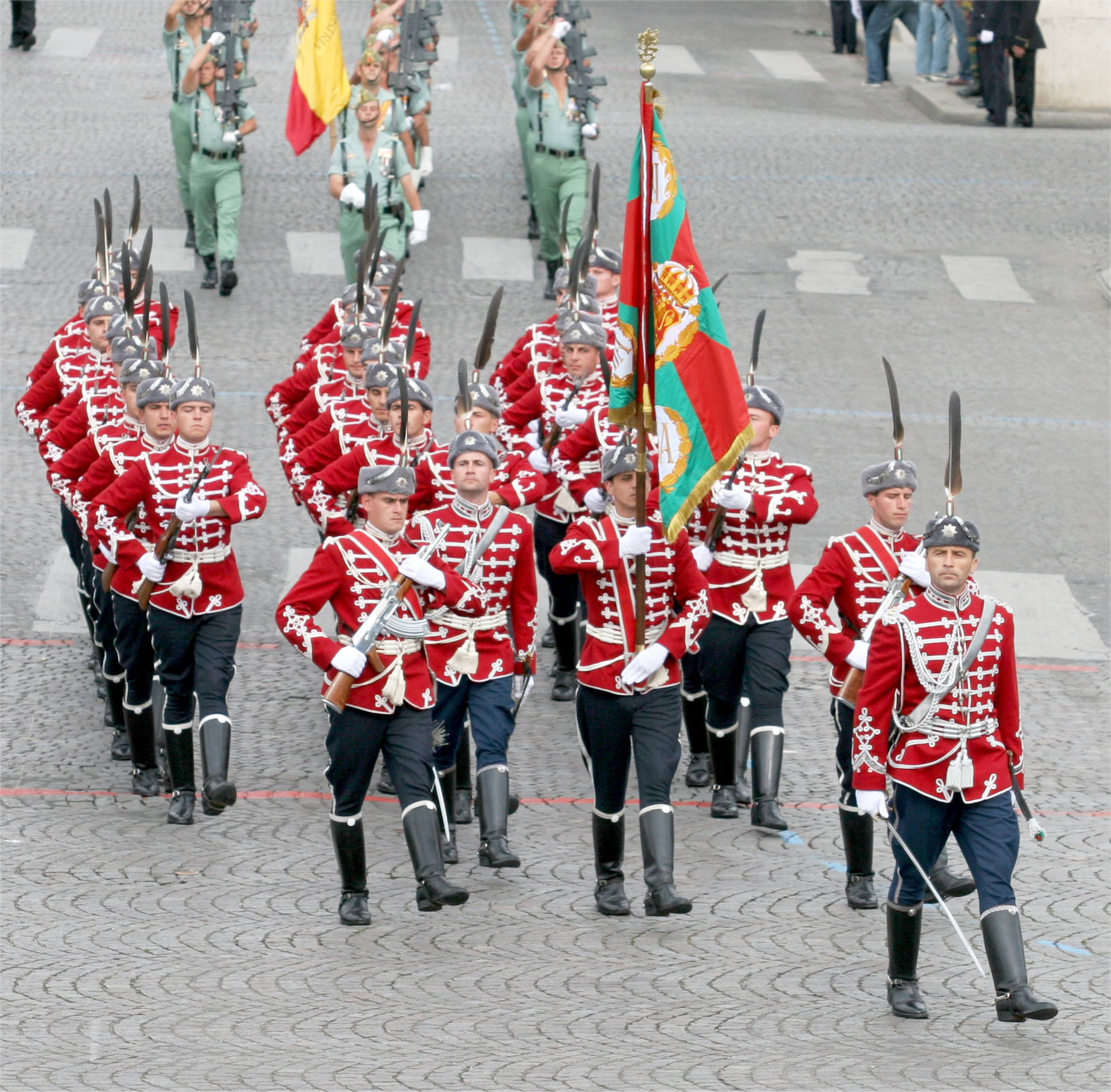
Détachement de la garde nationale défilant à Paris le 14 juillet 2007.

Le saint-patron de l'armée bulgare est Saint Georges, et le 6 mai, connu sous le nom de « Jour de Saint Georges », on fête le Jour de la Valeur et l'Armée. Il s'agit d'un jour officiel de congé dans le pays.

## Industrie de l'armement
En 1989, l'industrie de l'armement, représentée en particulier par Arsenal et Kintex, employait 115 000 personnes dans le pays contre 25 000 en 2003 et 15 000 en 2012.
Les exportations d'armes et d'équipements militaires bulgares sont tombées de 800 millions de dollars avant la chute du communisme à 40 millions en 2000, avant de se redresser à 400 millions en 2002.
L'ancienne entreprise publique bulgare Arsenal Ltd produit notamment des clones des pistolets Makarov PM, des fusils automatiques AK-47, des mitrailleuses PKM et NSV, des lance-missiles, des grenades anti-chars, des explosifs et munitions ainsi que le blindé léger BMP-23 (en) (3+7 hommes, 15,2 t, 315 ch, 61 km/h, 600 km d'autonomie), basé sur les BMP-2 soviétiques.
Samel (en) produit depuis 2001 des radars maritimes utilisant un savoir-faire de Northrop Grumman.
En 2012, VMZ Sopot (en), avec 3 200 employés est la seule appartenant encore à l'État, celui-ci ayant décidé de la mettre en vente en juillet 2012.

## Armée de terre

### Ordre de bataille

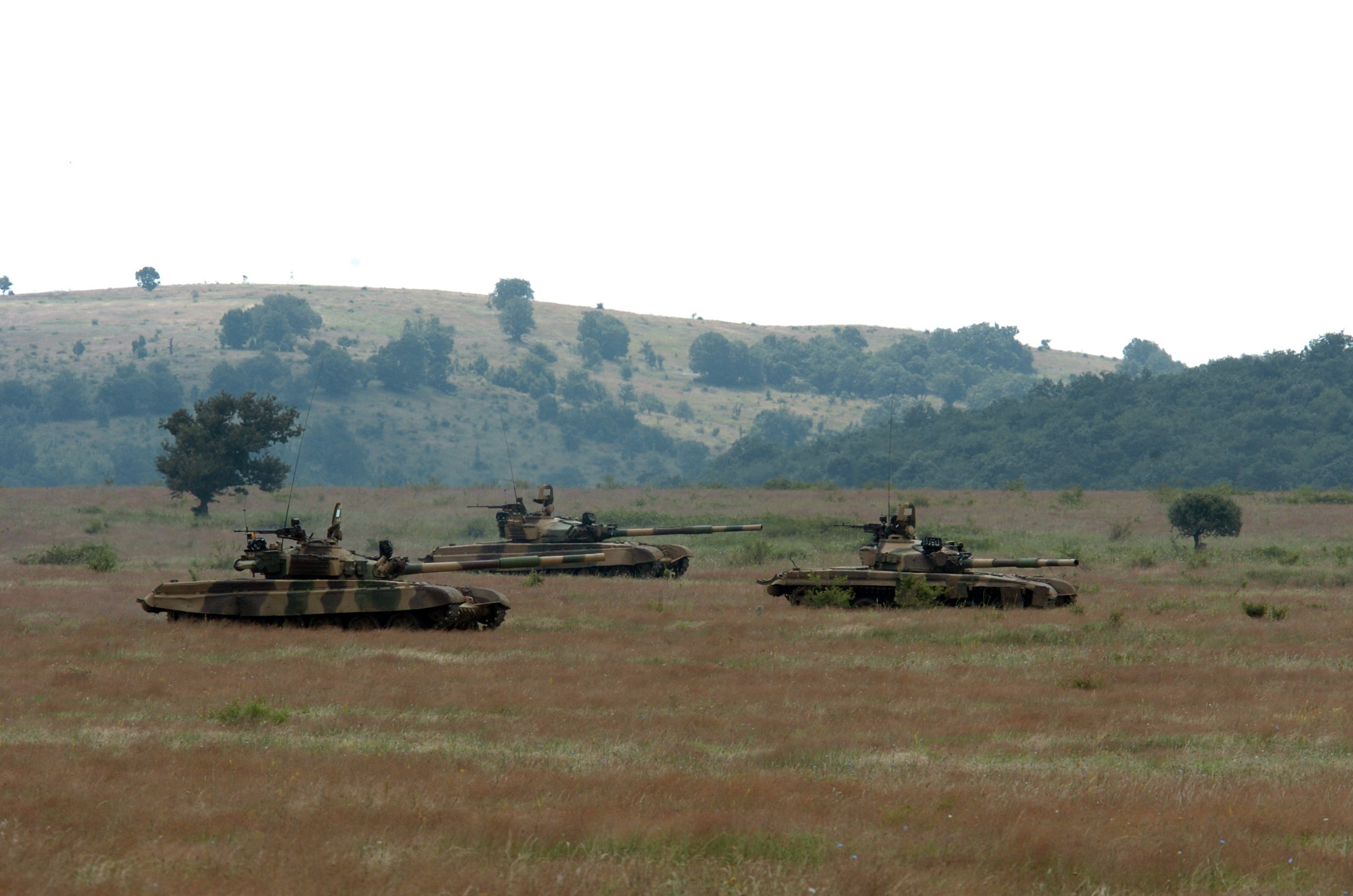
Trois chars T-72 en 2005.

Elle dispose en 2005 de 25 000 militaires et aligne 8 brigades de combat :
2 blindées, 3 mécanisées (incluant 1 dénommé d'infanterie légère) et 3 d'artillerie.
Chaque brigade est forte de 3 bataillons de combat.
Elle compte aussi une brigade de génie militaire et une unité de reconnaissance blindée.
Deux commandements territoriaux, les commandements Est et Ouest, disposent d'unités territoriales et sont chargés de la mobilisation et de l'entraînement.
Un commandement des opérations spéciales dispose d'un bataillon d'opérations psychologiques (PSYOPS) et d'un régiment parachutiste de renseignement en profondeur.

### Matériels

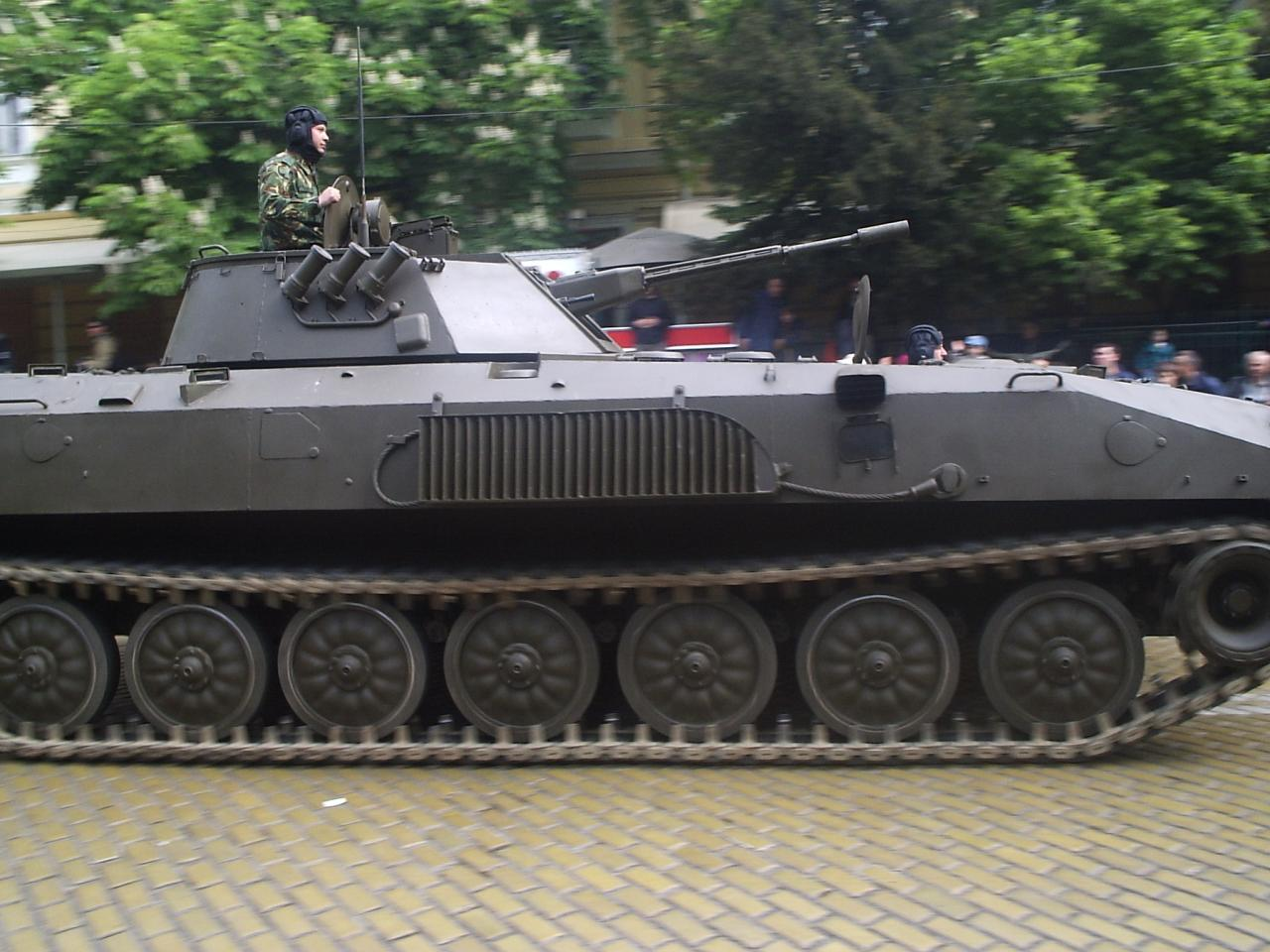
Un BMP-23 bulgare.

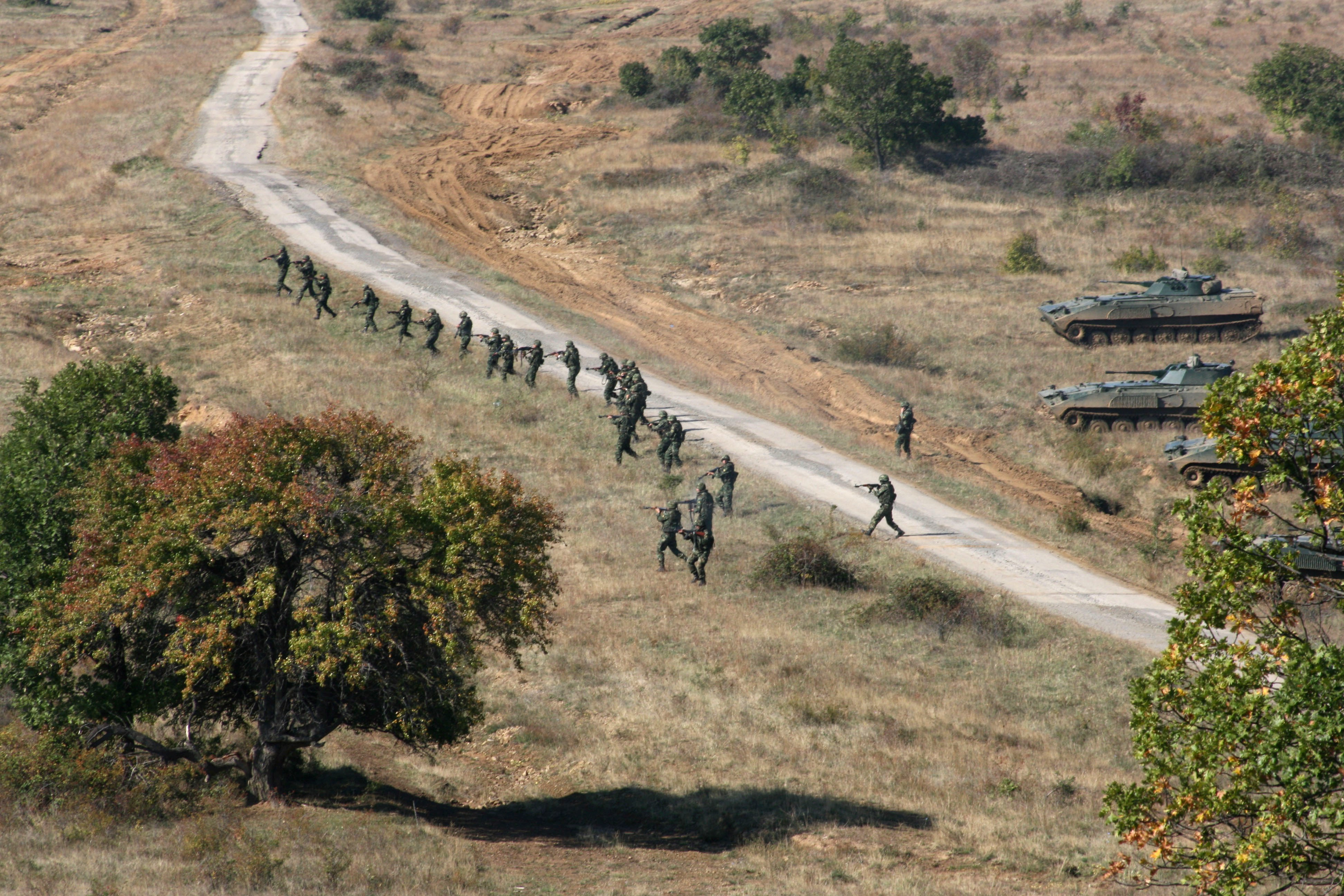
Exercice d'une unité d'infanterie mécanisée bulgare appuyé par des BMP-23 en octobre 2009.

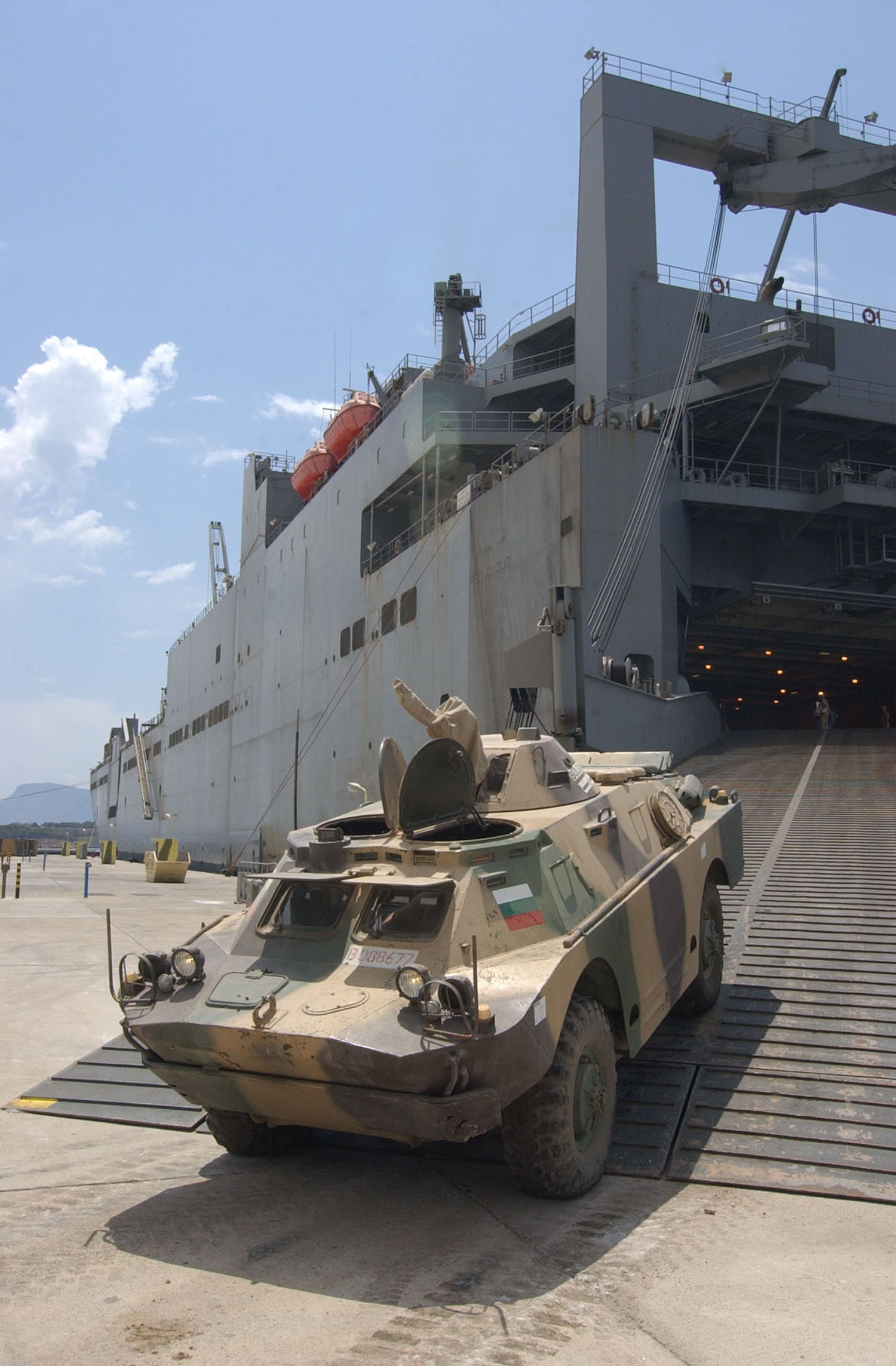
BRDM bulgare en Grèce le 26 mai 2006, après un séjour en Irak.

La Bulgarie détient un arsenal impressionnant, mais il s'agissait, au début des années 2000, en grande majorité de matériels obsolètes, vétustes et non-opérationnels. Un programme de renouvellement du matériel est en cours.
- fusil d'assaut standard : AK-47
- 200 postes de tir de missiles antichars AT-3/4/5

Chars :
- 432 chars T-72M2
- 300 chars T-55

Blindés divers :
- 60 BRDM-1 et 2
- 114 BMP-2 et BMP-23 (en)
- 80 BMP-1
- 618 BTR-60
- 900 MT-LB

Pièces d'artillerie :
- 218 lance-roquettes multiples BM-21 de 122 mm
- 205 canons D-20 de 152 mm
- 193 canons M-30 de 122 mm
- 687 canons automoteurs 2S1 de 122 mm
- 68 canons automoteurs SU-100 de 100 mm
- 359 mortiers de 120 mm 2S11
- 15 lance-missiles de SS-21

Défense antiaérienne :
- ? batteries de missiles sol-air SA-10 Grumble (récent et très performant)
- 20 batteries de missiles sol-air SA-6
- 27 " " " SA-4
- 20 " " " SA-3
- ? canons sol-air automoteur ZSU-23-4
- ? canons S-60 de 57 mm
- ? canons KS-19 de 100 mm
- ? canons ZU-23-2

## Force aérienne

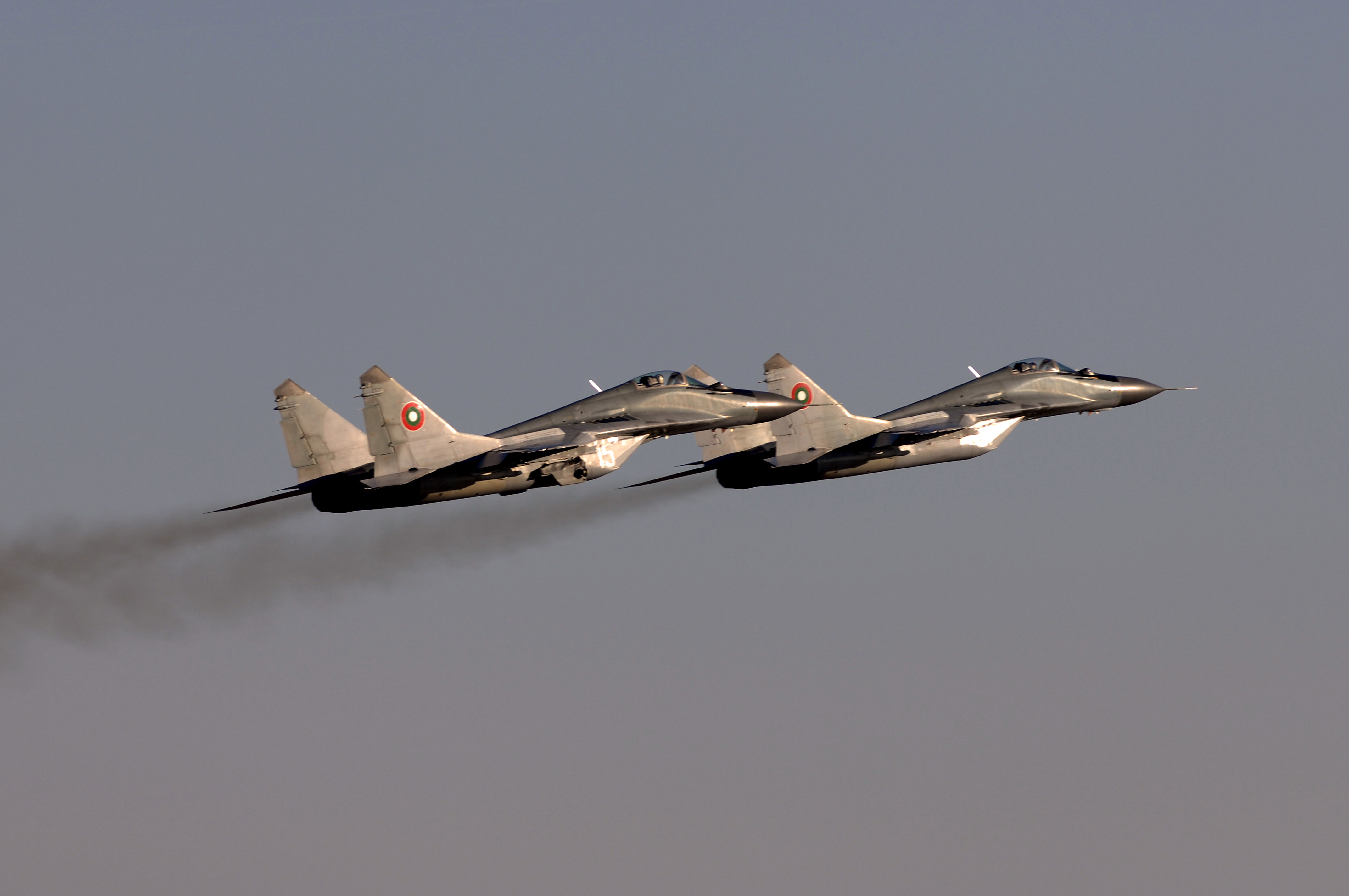
2 MiG-29A bulgare en 2007.

Baptisée Bălgarski Voennovăzdušni Sili (« forces armées aériennes », BVVS) depuis 1992, la force aérienne a abandonné la structure régimentaire de l'ère soviétique en 1996.
Elle rassemble moins de 13 000 hommes en 2005 et comprend deux grands commandements ; le KPO regroupant les unités de chasse et de défense aérienne et le KTA qui comprend les unités d'attaque et de reconnaissance.
L'achat d'une quinzaine d'avions de combat modernes devient impératif et devait avoir lieu d'ici 2010 mais l'achat a été repoussé.
En 2018 un appel d'offres est lancé pour l'achat de 8 avions pour un montant de 900 millions d'euros TTC afin de remplacer les MiG-29 vieillissants.Les trois pays ayant participé à l'appel d'offres sont les États-Unis avec les F-16V Block 70 ,la Suède avec les Saab JAS 39 Gripen C/D et l'Italie avec l'Eurofighter Tranche 1 d'occasion. En janvier 2019, la Bulgarie décide de poursuivre les négociations avec les États-Unis. Les six premiers F-16V doivent être livrés en 2023 et les deux derniers en 2024.

### Ordre de bataille du Commandement de la Défense aérienne,Korpus Protivovăzdušna Otbrana/«Corps de défense antiaérienne»
En 2005 :
- État-major du KPO à Sofia.
- 1/3 Eskadrila : 18 MiG-21bis, 3 Mig-21UM biplaces.
- 2/3 Eskadrila : 17 MiG-29 monoplaces et 4 biplaces.

Basé sur la base aérienne comte Ignatiev (3 IAB).
- Brigades de missiles sol-air : états-majors à Sofia, Plovdiv et Bourgas

### Ordre de bataille du Commandement de l'aviation tactique,Korpus Taktičeska Aviacija
En 2005 :
- État-major du KTA à Krumovo
- 1/22 Eskadrilla et 2/22 Eskadrilla: 31 Su-25K et 4 Su-25UBK biplaces.
- Otdelna Zvena Razuznavatelna, escadrille de reconnaissance : 10 Su-22M-4 et 2  biplaces Su-22UM-3.

stationnées sur la base aérienne de Bezmer/Jambol (22 IDAB)
- 1/24 Eskadrilla, escadron d'hélicoptères d'attaque : 22 Mi-24
- 2/24 Eskadrilla, escadron d'hélicoptères de transport : 18 Mi-17
- Otdelna Učebno Aviozeno, unité de formation des pilotes d'hélicoptères : 6 Bell 206B JetRanger III
- Section de transport gouvernemental : 1 Bell 430

stationnés sur la base aérienne de Krumovo (24 VAB)
Il existe une unité de transport indépendante :
- 1/16 Eskadrilla : 6 Antonov-26, 1 An-30, 8 L410, 1 Pilatus PC-12/45

stationnée sur la base de Sofia (16 TAB)
La Visše Voennovăzdušno Učilište (VVU, « École supérieure d'aviation ») assure avec 3 L-39ZA et 5 Pilatus PC-9 la formation des pilotes sur la base de Kamenec (12 UAB).
Les parcs d'aéronefs de combat et de transport sont vieillissants et leur taux de disponibilité est très réduit. Un pilote bulgare vole en moyenne moins de 40 heures par an.

## Marine

Drapeau de la marine bulgare

Pavillon de beaupré de la marine bulgare

Drapeau des gardes-côtes de Bulgarie

Elle disposait de 3 450 marins en 2019 et de bases navales dans les deux principaux ports bulgares de la Mer Noire, à Varna et à Bourgas.
Outre son engagement dans l'OTAN, elle se doit de fournir des navires au groupement de coopération navale de la Mer Noire, le BLACKSEAFOR, institué en 2001 par la Bulgarie, la Géorgie, la Russie, l'Ukraine et la Turquie
Son aéronavale est constituée d'un unique escadron équipé de 8 hélicoptères Mil Mi-14P qui doivent être remplacés par 6 Eurocopter Panther AS-565MB (Dauphin 2).
Une grande partie de ses navires sont anciens et peu opérationnels.

### Flotte de combat (1erjanvier 2001)
6 000 hommes dont 2 000 fusiliers-marins
- 1 frégate (FF) type Koni : Smeli (11)
- 1 corvette lance-missile (PGG) type Tarantul : Mulnija (101)
- 4 corvettes (PCE) type Poti
- 6 patrouilleurs lance-missiles (PM) type Osa
- 2 patrouilleurs rapides (PGS) type Pauk I
- 4 chasseur-dragueurs de mines (MHSC) type Sonja
- 4 dragueurs de mine côtier (MSC) type Vanja
- 2 bâtiments de débarquement moyen (LSM) type Polnocny
- 1 bâtiment hydrographique (AGS) type Moma: Admiral Branimir Ormanov (401)
- 2 pétroliers-ravitailleurs (AO) type Mesar
- 1 pétrolier côtier (AOL) type 650 : (303)
- 1 bâtiment de démagnétisation type Bereza
- 1 navire-école : Olev Blagoev (421)

plus divers.

### Projets en cours
Plusieurs acquisitions sont prévues pour remplacer ses navires de combat et une nouvelle frégate fut acquise en 2005 :
- Une frégate de la Marine Belge de classe Wielingen, le F912 Wandelaar, lancée en 1977 a été remise le 21 octobre 2005 à la marine bulgare lors d'une remise officielle tenue à la base navale de Zeebruges. Cette frégate rebaptisée Draski (courageux), porte dorénavant le numéro de coque 41. Les deux autres frégates de même classe encore en service en Belgique à cette date; les F910 Wielingen et F911 Westdiep  passe sous pavillon bulgare le 22 août 2008 pour la seconde sous le nom de  Gordi (« Fier » en bulgare) et en 2009 pour la première[9].
- Le chasseur de mines tripartite Myosotis de la marine belge a été acheté en 2008 et passe sous pavillon bulgare en février 2009[10].
- Un programme de corvettes multirôles neuves et modernes qui seront la clé de voûte de la future marine de haute mer bulgare est en cours. Six étaient prévues au départ, quatre sont envisagées en 2007. DCNS avait été choisi pour un contrat de 4 Gowind qui devrait s'élever à environ 900 millions d'euros[11] mais fin 2009, celui-ci est suspendu[12].
- L'achat d'un sous-marin danois, le HDMS Tumleren (S 322) de classe Tubbens construit en Allemagne en 1965 fut envisagé pour remplacer le Slava hors d'âge mais il a été démantelé en 2004[13].

## Coopération internationale
La Bulgarie a envoyé des contingents servir comme Casques Bleus de l'ONU au Cambodge en 1993 : ce fut sa première intervention depuis la fin de la guerre froide. Près de 900 ont participé à cette mission. Des observateurs militaires ont aussi été envoyés en Angola (48 de 1995 et 2000) et au Tadjikistan (27 de 1995 à 2000) sous mandat de l'ONU.
Depuis, sous commandement ONU/OTAN, elle a déployé des hommes en ex-Yougoslavie, cette région étant d'une grande importance stratégique et sécuritaire pour la Bulgarie. Ainsi, une section du génie de 36 hommes, une section de transports de 26 hommes, une section mécanisée de 38 hommes et une compagnie d'infanterie de 149 hommes participent à la SFOR. Des militaires bulgares participent aussi à la mission Concordia en Macédoine et à une mission de l'OSCE en Croatie. En outre, l'armée bulgare a été déployée au sein de l'EUFOR Tchad/RCA et au sein de la mission de l'ONU en Éthiopie et en Érythrée.

Elle est présente en Afghanistan dans le cadre de la guerre d'Afghanistan
En 2003, en Irak, 450 hommes de la 61e brigade mécanisée Striama sous commandement Polonais dans la coalition militaire en Irak sont engagés dans la guerre d'Irak. Le dernier contingent de 155 militaires termine son mandat fin 2008. Deux militaires sont encore présents au sein de l'état-major de la mission NTM-I chargée de l'instruction de l'armée irakienne.
En 2006, une frégate a participé au volet naval de la Force intérimaire des Nations unies au Liban.
L'armée de terre a mis à la disposition de la force de réaction rapide de l'OTAN une section de protection NBC et l'armée de l'air 1 An-26, 2 L-410, 4 Mi-17 et 4 Mi-24.
La Bulgarie espérant une aide financière et matérielle pour la modernisation de ses forces offre aux États-Unis l'usage de certaines de ses bases qui servent d'escales aériennes et maritimes et de sites permettant d'entrainer depuis 2004 des troupes terrestres et de stocker du matériel.
Voici une revue des effectifs de l'armée bulgare déployés dans le monde à la date du 7 septembre 2011 :
- Bosnie-Herzégovine : 120 militaires au sein de la mission EUFOR Althea. Une compagnie d'infanterie légère est chargée de la protection du quartier général de la mission, une équipe de liaison et d'information et des officiers d'état-major sont aussi déployés[16] ;
- Afghanistan : 602 militaires au sein de l'ISAF ;
- Kosovo : 10 militaires au sein de la KFOR. En 2000, une section du génie de 40 hommes est déployée au Kosovo jusqu'en 2009 ainsi que des observateurs militaires au sein de la MINUK. Aujourd'hui, 10 observateurs militaires sont toujours déployés au sein de l'état-major de la KFOR ;
- Liberia : 2 observateurs militaires au sein de la MINUL ;
- Géorgie : 13 observateurs militaires au sein de la mission européenne en Géorgie ;
- Somalie : 2 militaires au sein de la mission Atalanta depuis 2009 (un seul officier à l'origine)[17].

## Budgets et effectifs
L'armée bulgare compte à l'heure actuelle[Quand ?] près de 34 000 militaires et 9 000 civils. À l'horizon 2014, les effectifs de l'armée devraient être réduits pour atteindre 37 100 personnes (29 000 militaires et 8 100 civils) auxquels s'ajouteront 3 400 réservistes. En ce qui concerne le matériel, l'armée bulgare sera dotée de 80 chars, 280 véhicules blindés de combat, 96 systèmes d'artillerie, 16 avions de chasse, 7 avions de transport, 6 hélicoptères de combat, 19 hélicoptères de transport, 6 navires de guerre et 11 autres bâtiments de soutien.
En 2024 le budget militaire représentait 2,2 % du PIB de l’État.